# Slaget vid Gebora
Slaget vid Gebora var ett mindre slag under det spanska självständighetskriget och ägde rum nära Badajoz i Spanien mellan spanska och franska arméer den 19 februari 1811. En svagare fransk styrka besegrade och nära nog tillintetgjorde den spanska extremaduranska armén.
I ett försök att hjälpa till att befria marskalk André Massénas armé från sina positioner i Portugal - nedtryckta framför Lissabons befästningslinjer vid Torres Vedras - ledde marskalk Nicolas Jean de Dieu Soult delar av den franska Armée du Midi (den Södra armén) från Andalusien in i den angränsande spanska regionen Extremadura och belägrade den viktiga fortstaden Badajoz. Vicomte Wellington (Arthur Wellesley, senare hertig av Wellington) och den spanska generalkaptenen Pedro Caro de La Romana sände en stor spansk armé för att bryta belägringen. La Romana dog dock innan armén kunde avresa och befälet överläts till general Gabriel Mendizabal. Understödda av en liten trupp portugisiskt kavalleri nådde spanjorerna staden i början av februari 1811 och slog läger på de närliggande höjderna vid San Cristóbal.
När Mendizabal ignorerade Wellingtons instruktioner och inte byggde skyttegravar för sin armé drog Soult fördel av de sårbara spanska positionerna och sände en mindre styrka att attackera spanjorerna. Under befäl av marskalk Édouard Adolphe Casimir Joseph Mortier besegrade franska styrkor snabbt den spanska armén på morgonen den 19 februari. Vid tillfället dödades 1 000 stycken spanjorer och fransmännen tog 4 000 spanska fångar. Fransmännen förlorade endast 400 man i slaget. Segern möjliggjorde för Soult att koncentrera sitt anfall mot Badajoz, vilken föll för fransmännen den 11 mars och förblev i franska händer till nästföljande år.

## Bakgrund
På grund av Massénas manövrar var Wellington tvungen att retirera bakom de omfattande defensiva befästningslinjerna vid Torres Vedras, vilka försvarade Portugals huvudstad Lissabon. Detta trots hans partiella seger över marskalk Masséna i Portugal vid slaget om Bussaco i september 1810. Den 10 oktober 1810 återstod endast den brittiska Light Division, vilket var en lättare beväpnad infanteridivision, och ett fåtal kavalleripatruller utanför försvarslinjerna. Massénas portugisiska armé var koncentrerad runt Sobral de Monte Agraço, till synes i förberedelse för en attack mot försvarslinjen. Efter en våldsam skärmytsling den 14 oktober grävde fransmännen sig fast snarare än att starta ett fullskaligt anfall. De fortsatte att hålla sig i sina skyttegravar under en månad innan de drog sig tillbaka till en position mellan Santarém och Rio Maior.

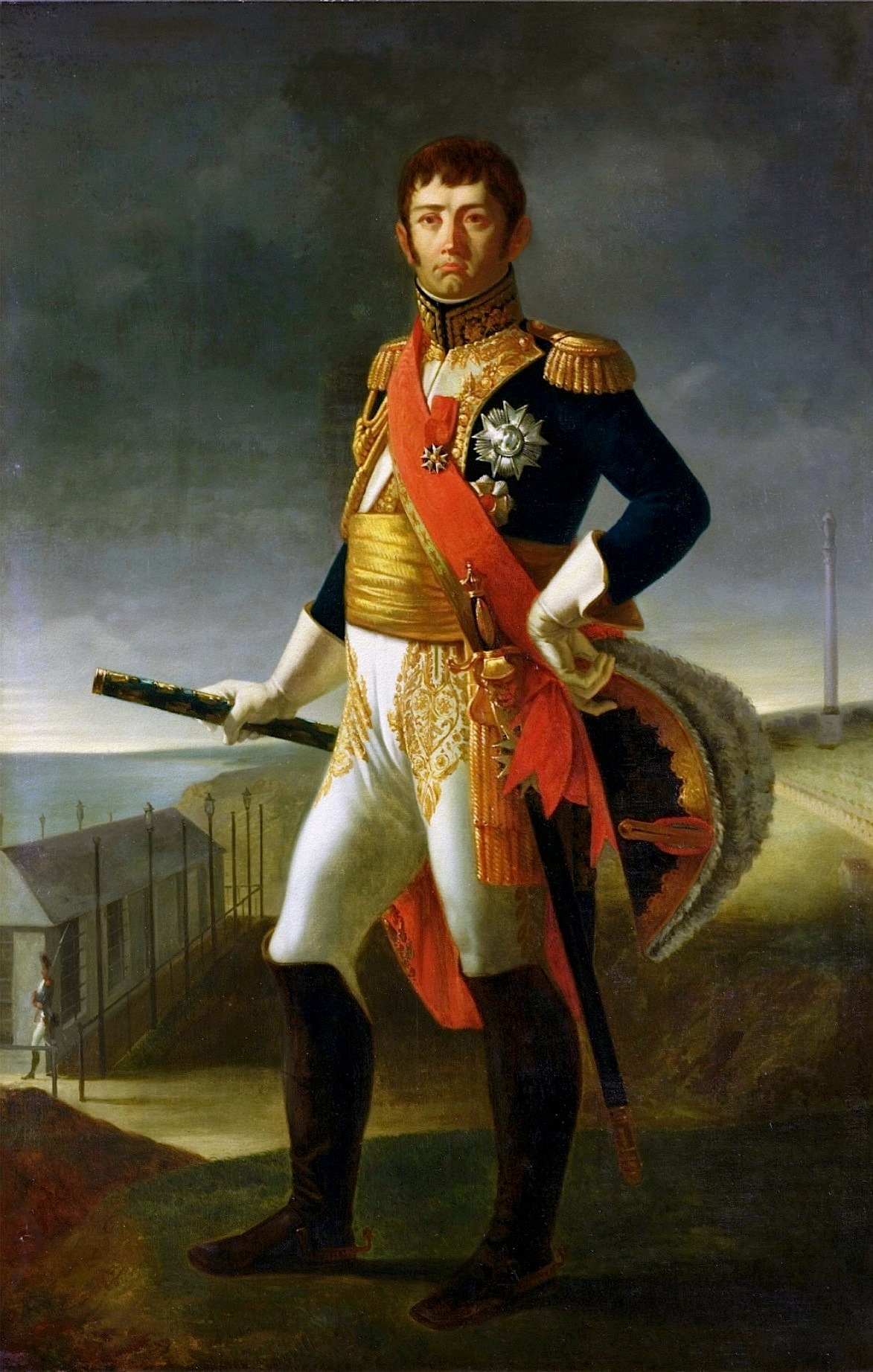
Nicolas Soult

Napoleon hade tidigare sänt snabba meddelanden till marskalk Soult, befälhavare för den andalusiska armén, där han uppmanade denne att skicka hjälp till Masséna i Portugal. Kejsarens order, i vilka han endast begärde en mindre styrka, var dock baserad på föråldrad information och situationen hade förändrats betydligt innan Soult mottog dem. Allierade trupper på 30 000 man och sex större fästningar stod nu mellan den franska armén och den portugisiska huvudstaden, vilket gjorde en attack mot Lissabon nära nog omöjlig. Trots detta var Soult nödsakad att agera. Han samlade därför en armé bestående av 20 000 man, huvudsakligen från V Armékåren och skickade en expedition in i Extremadura. Denna hade som mål att erövra de spanska forten vid Badajoz och därigenom avleda delar av de allierades styrkor från Masséna och försvarslinjerna vid Torres Vedras.
Efter att Soult delat upp sin armé i två jämnstora delar avancerade dessa genom de två huvudsakliga passen från Andalusien in i Guadianadalen i Extremadura. Målet var att återsamlas vid Almendralejo. Den av kolonnerna som kommenderades av general Marie-Charles Latour-Maubourg mötte endast begränsat motstånd under marschen. Den 3 januari 1811 konfronterades de av ett 2 500 man starkt spansk-portugisiskt kavalleri nära Usagre. Denna styrka var dock endast en skyddspatrull. Styrkan hade som uppgift att täckta reträtten över floden Guadiana för en spansk infanteridivision, vilken leddes av general Mendizabal. Latour-Maubourg hade därför möjlighet att ta positioner nära Almendralejo och invänta den andra delen av den franska styrkan.
Den andra kolonnen, som låg under Soult och som inbegrep general Honoré Gazans V Armékårsdivision, eskorterade de franska belägringsvapnen och hade därför varit tvungna att ta en längre, mer farbar sträcka till Extremadura. Dåligt väder samt det faktum att de spanska förarna deserterade ledde till att tåget med artilleri blev separerat från dess eskorterande infanteri. Detta problem förvärrades ytterligare av att kolonnen hotades av en 5 000 man stark spansk trupp under Francisco Ballesteros. När Ballesteros konfronterades av marskalk Mortier retirerade han utan att lida någon större skada. Han fortsatte dock att utgöra ett hot mot de bakre delarna av den franska kolonnen. Av denna anledning instruerade Soult Gazans infanteri att avleda den spanska styrkan och skydda de försenade belägringsvapnen. Själv fortsatte han dock mot Almendralejo med sitt kavalleri. Därför anslöt sig Soult den 6 januari till Latour-Maubourg med endast en liten del av sin ursprungliga kolonn och utan något tungt artilleri.

## Upptakten

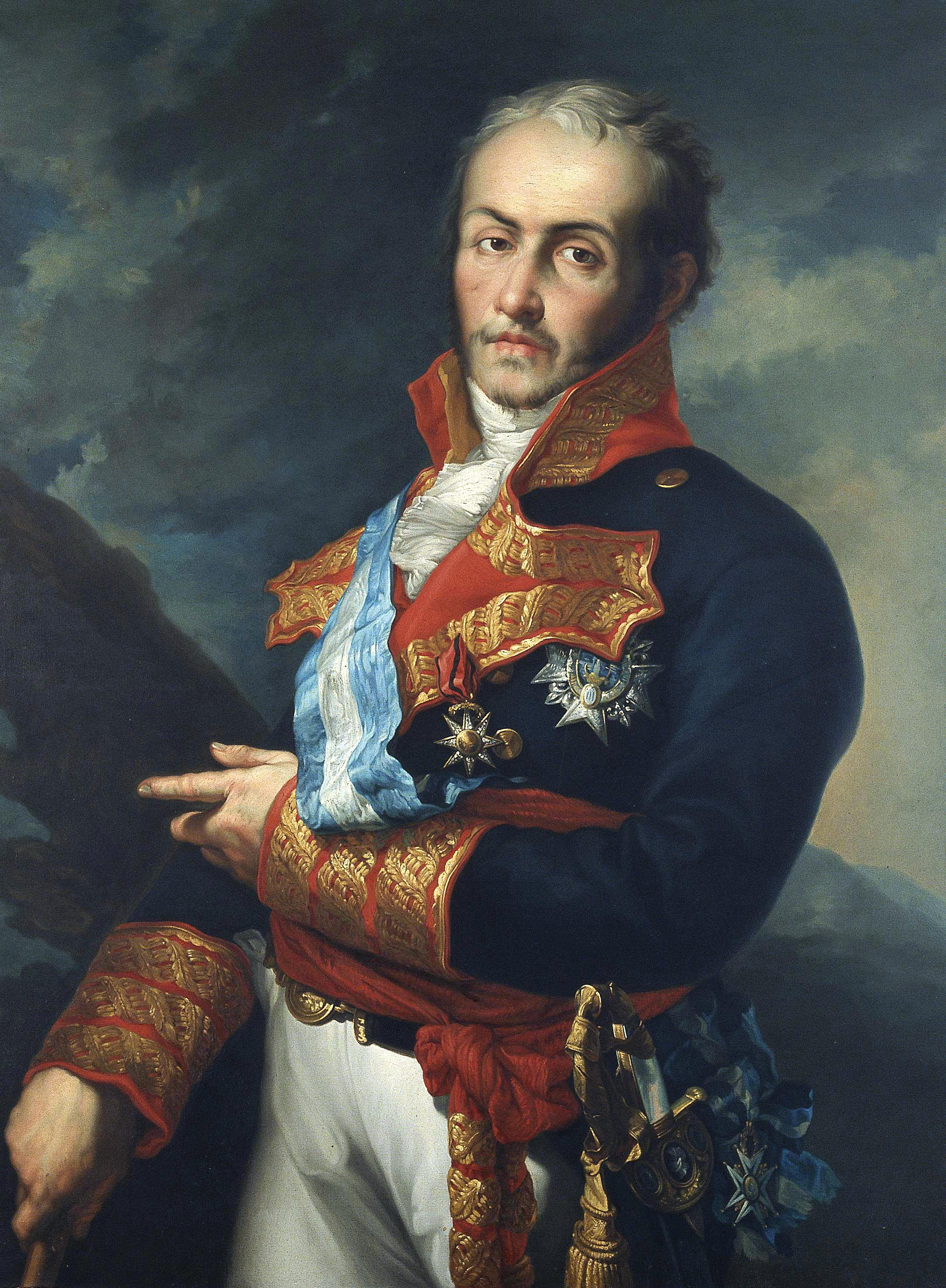
Caro y Sureda, 3rd marqués de La Romana.

Då Soults styrka minskat så mycket kunde han inte belägra ett så starkt fort som Badajoz och ändrade därför sina planer. Han sände sitt lätta kavalleri under brigadgeneral André Briche för att erövra Mérida och lämnade fyra skvadroner av dragoner vid Albuera för att bevaka garnisonen vid Badajoz. Med den återstående delen av sin armé marscherade han för att omringa staden Olivenza. Wellington hade tidigare givit general Pedro Caro de La Romana, kommendör av den spanska extremaduranska armén, rådet att antingen förstöra fortifikationen i Olivenza eller att reparera dess försvar och fullt ut besätta det. La Romana hade i sin tur instruerat Mendizabal att förstöra fortet. Mendizabal ignorerade ordern och förstärkte istället garnisonen med fyra infanteribataljoner. Soult, som ankom den 11 januari, konfronterades därför med ett starkt bemannat, men svårförsvarat, fort. Det tunga franska artilleriet började slutligen ankomma den 19 januari och den 22 januari hade en dåligt reparerad bräsch i fortets murar åter slagits upp. Garnisonen kapitulerade den 23 januari och över 4 000 spanska trupper från den extremaduranska armén togs som fångar.
Då Soult var tvungen att sända med två bataljoner som eskort till fångarna (som togs vid Olivenza, och som skulle tas till det av Frankrike hållna Sevilla) hamnade han i en svår situation. Minskningen innebar att han tvingades fortsätta sitt fälttåg med ett kavalleri på 4 000 man och ett infanteri på endast 5 500 man. Trots att belägringsvapnen börjat anlända hade detta faktum, samt att Gazans infanteridivision inte dök upp, lett till att hans armé var försvagad. Soult beslöt trots det att belägra Badajoz och den 26 januari marscherade han mot staden. Detta gjorde han med hopp om att Wellington skulle sända förstärkningar till det spanska fortet, och därigenom reducera storleken på de allierades styrkor som mötte Masséna vid försvarslinjerna vid Torres Vedras. Han sände Latour-Maubourg med sex kavalleribataljoner över Guadiana för att blockera fortets norra tillfartsväg, och den 27 januari startade den första belägringen av Badajoz. Gazans division anlände så småningom och förenade sig åter med Soults armé den 3 februari vilket ytterligare stärkte den belägrande styrkan med 6 000 man.
Samtidigt hade Mendizabal sänt iväg två bataljoner för att förstärka garnisonen vid Badajoz och därefter retirerat till den portugisiska gränsen. Försvagad av förlusten vid Olivenza och av Ballesteros fortsatta frånvaro sände han bud till La Romana efter förstärkning. Den 14 januari ankom 1 800 man från Abrantes under befäl av Carlos de España. Ytterligare en 6 000 man stark trupp sändes den 19 januari fram från befästningslinjerna vid Torres Vedras. Förstärkningen ankom till Elvas den 29 januari och när dessa styrkor slog sig samman med Mendizabals återstående 3 000 man (en spansk kavalleridivision och en brigad med portugisiska beridna soldater) hade de allierade en armé på nära nog 15 000 man att nyttja för att hålla Soult i schack. Styrkan var tänkt att stå under befäl av La Romana. La Romana dog dock av artärbråck den 23 januari och befälet över armén övergick till Mendizabal.
Före sin plötsliga död hade Romana träffat Wellington och kommit överens om en plan för kampanjen - armén skulle befästa höjderna vid San Cristóbal. Dess högra flank skulle skyddas av San Cristóbals fort, dess front av floderna Gebora och Guadiana och dess vänstra flank av fästningen vid Campo Maior samt Elvas som skydd bakifrån. Trots att han var medveten om planerna när han tog över befälet valde Mendizabal att ignorera instruktionerna om att anlända till Guadianas norra flodbank den 5 februari. Istället stationerade Mendizabal huvuddelen av sitt infanteri i Badajoz och lämnade endast en liten andel fotsoldater och sitt kavalleri nedanför San Cristóbal. Den 7 februari påbörjade Mendizabal en utbrytning gentemot de belägrande franska linjerna. Portugisiskt kavalleri, understödda av en mindre grupp infanteri simulerade en attack mot den franska högra flanken medan en stark styrka på 5 000 man attackerade den högra. Spanjorerna, under de España, slog sig igenom den första franska linjen för att möta en av Jean-Baptiste Girards brigader. De kunde slås tillbaka först när Mortier sände flera bataljoner som stöd till Girard. De España drog sig tillbaka till Badajoz efter att ha förlorat 650 man och åsamkat fransmännen förluster för om 400 man.
Den 9 februari drog Mendizabal tillbaka den största delen av sina män från Badajoz och lämnade efter sig en 7 000 man stark garnison. Fältarméns 9 000 man starka infanteri placerade sig på höjderna vid San Cristóbal medan 3 000 ryttare slog läger bakom dem på Cayas slätter. Den spanska befälhavaren ignorerade åter Wellingtons plan och grävde inga skyttegravar på höjderna. Inte heller sände han ut kavalleri för att övervaka fransmännens rörelser och skydda fronten. Soult valde däremot att i stort sett ignorera den spanska armén under de efterföljande dagarna och koncentrerade sig istället på att bygga upp sina belägringslinjer och anfalla Badajoz. Häftigt regn ledde till att både floden Guadiana såväl som Gebora översvämmades vilket omöjliggjorde alla försök att ta sig över dem. Detta ledde till att mellan 11 och 18 februari kunde fransmännen endast bombardera den södra änden av de spanska linjerna. Detta tvingade dock spanjorerna bakåt från Badajoz och hindrade dem från att skydda fortet San Cristóbal.

## Slaget

Karta över slaget.

Under eftermiddagen den 18 februari hade regnet bedarrat och lägre vattennivåer gjorde det möjligt att åter vada över floden Gebora. Den kvällen sände Soult, under Mortiers befäl, nio infanteribataljoner, tre kavalleriskvadroner och två artilleribatterier över till floden Guadianas norra strand. När dessa slogs samman med sex kavalleriregementen under Latour-Maubourg hade fransmännen 4 500 infanterister, 2 500 kavallerister och 12 kanoner redo att attackera de spanska linjerna med. Detta skedde vid skymningen den 19 februari. På grund av tät dimma den morgonen var Mendizabal inte medveten om fransmännens framryckningar förrän hans främsta posteringar, endast omkring 1,5 km från hans front, drevs tillbaka av Mortiers infanteri då de korsade Gebora. Den Andra husarstyrkan, som sänts ut av Latour-Maubourg för att kringgå den spanska vänsterflanken, hade vid samma tidpunkt lyckats att ta sig upp på de norra höjderna oupptäckt. Där lyckades de överraska ett av Carlos de Españas oförberedda regementen.

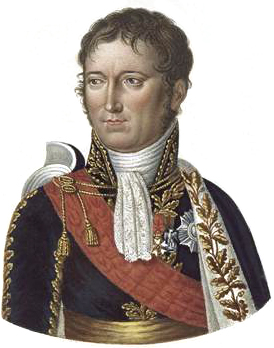
Édouard Mortier, duc de Trévise.

Mortier demonstrerade sin taktiska skicklighet genom sitt användande av den begränsade militära styrka han hade till förfogande. Han sände allt sitt kavalleri mot norr för att attackera spanjorernas vänsterflank; tre bataljoner sändes söderut mellan San Cristóbals fort och den spanska högerflanken; de återstående sex infanteribataljonerna angrep den spanska fronten. När dimman lättade tog det lätta franska kavalleriet höjderna och anföll den spanska vänsterflanken ovanifrån. Samtidigt använde Latour-Maubourg tre dragonregementen för att attackera det spanska och portugisiska kavalleriet på Cayas slätter. Trots att de allierade var fler än fransmännen, ignorerade de sina order och flydde omedelbart bort mot Elvas och Campo Maior. Då Latour-Maubourg till stor del ignorerade dem och istället anföll den spanska infanterilinjen lyckades de dock undkomma oskadda.
Anfallet mot den spanska högerflanken avgjordes inte lika omedelbart. Då dimman lättat uppfattade spanjorerna sitt numerära överläge och formerade sig i god ordning utan tecken på att vika. De båda sidorna hade knappt börjat beskjuta varandra med musköter när det franska kavalleriet dök upp. Det lätta kavalleriet närmade sig längs med toppen av höjderna medan Latour-Maubourgs dragoner avancerade bakifrån. Som gensvar formerade Mendizabal sina trupper i två enorma divisionsfyrkanter vilka understöddes av artilleri. Efter inledande framgångar med att stoppa det franska kavalleriet blev de dock ett enkelt mål för det franska infanteriet och artilleriet. Briches kavalleri lyckades således bryta sig igenom de spanska fyrkanterna utan större problem och slaget var därför i realiteten över. Ett fåtal av de spanska regementena löstes upp; många gav upp, medan andra slog sig samman för att slå sig en väg mot Badajoz eller den portugisiska gränsen.

## Konsekvenser
Slaget var en stor motgång för de engelsk-spansk-portugisiska allierade. Wellington hade tidigare varnat de spanska generalerna att den extremaduranska armén var "den sista väsentliga trupp som deras land hade", och senare skrev han att "besegrandet av Mendizabal är den största olägenheten som hittills drabbat oss, som inte tidigare var förväntad". Armén hade i huvudsak blivit krossad; även om 2 500 infanterister hade flytt in till Badajoz, samt att ett mindre antal tagit sig till Portugal. Omkring 1 000 spanjorer hade blivit dödade eller skadade och 4 000 tagna som fångar, och därtill hade 17 kanoner förlorats. Fransmännen hade däremot endast drabbats av mindre förluster. Soult rapporterade inledningsvis att 30 man blivit dödade och 140 skadats, men dessa siffror blev så småningom reviderade till ungefär 400 förluster, huvudsakligen från kavalleriet.
Soult hade nu möjligheten att fortsätta sitt omringande av Badajoz. Badajoz föll slutligen till fransmännen den 11 mars. Detta trots att stadens garnison vid det laget var 8 000 man stark, efter tillströmningen av soldater från Mendizabals tillintetgjorda armé. Wellington sände därefter en stor engelsk-portugisisk armékår under sir William Beresford för att återta den viktiga fortstaden. Den 20 april hade den andra belägringen av Badajoz inletts. Ett franskt försök att bryta belägringen resulterade den 16 maj i det blodiga slaget vid Albuera. Under slaget lyckades Beresfords starka allierade trupper behålla belägringen, men kunde endast med nöd hålla tillbaka den mindre franska armén, återigen kommenderad av Soult. Emellertid tvingades Wellington den 20 juni att avbryta belägringen och dra tillbaka sin 44 000 man starka armé till Elvas. Detta då de inte klarade av att stå emot den förenade franska styrkan på 60 000 man, vilken bestod av den Franska armén från Portugal, nu under marskalk Auguste Marmonts befäl, och den Södra armén. Följaktligen fortsatte Badajoz att vara i franska händer under det följande året fram till dess att de allierade slutligen återtog det under slaget vid Badajoz.